# Indiana County
Indiana County är ett administrativt område i delstaten Pennsylvania i USA. År 2010 hade countyt 88 880 invånare. Den administrativa huvudorten (county seat) är Indiana.

## Politik
Indiana County tenderar att rösta på republikanerna i politiska val.
Republikanernas kandidat har vunnit rösterna i countyt i samtliga presidentval under 2000-talet. I valet 2016 vann republikanernas kandidat med 65,3 procent av rösterna mot 30,2 för demokraternas kandidat, vilket är den största segermarginalen i countyt för en kandidat sedan valet 1928.

## Geografi
Enligt United States Census Bureau har countyt en total area på 2 161 km². 2 148 km² av den arean är land och 13 km² är vatten.

### Angränsande countyn
- Jefferson County - nord
- Clearfield County - nordost
- Cambria County - sydost
- Westmoreland County - syd
- Armstrong County - väst

### Orter
- Armagh
- Blairsville
- Cherry Tree
- Clymer
- Creekside
- Glen Campbell
- Homer City
- Indiana (huvudort)
- Marion Center
- Plumville
- Saltsburg
- Shelocta
- Smicksburg